# Per Albin Hansson

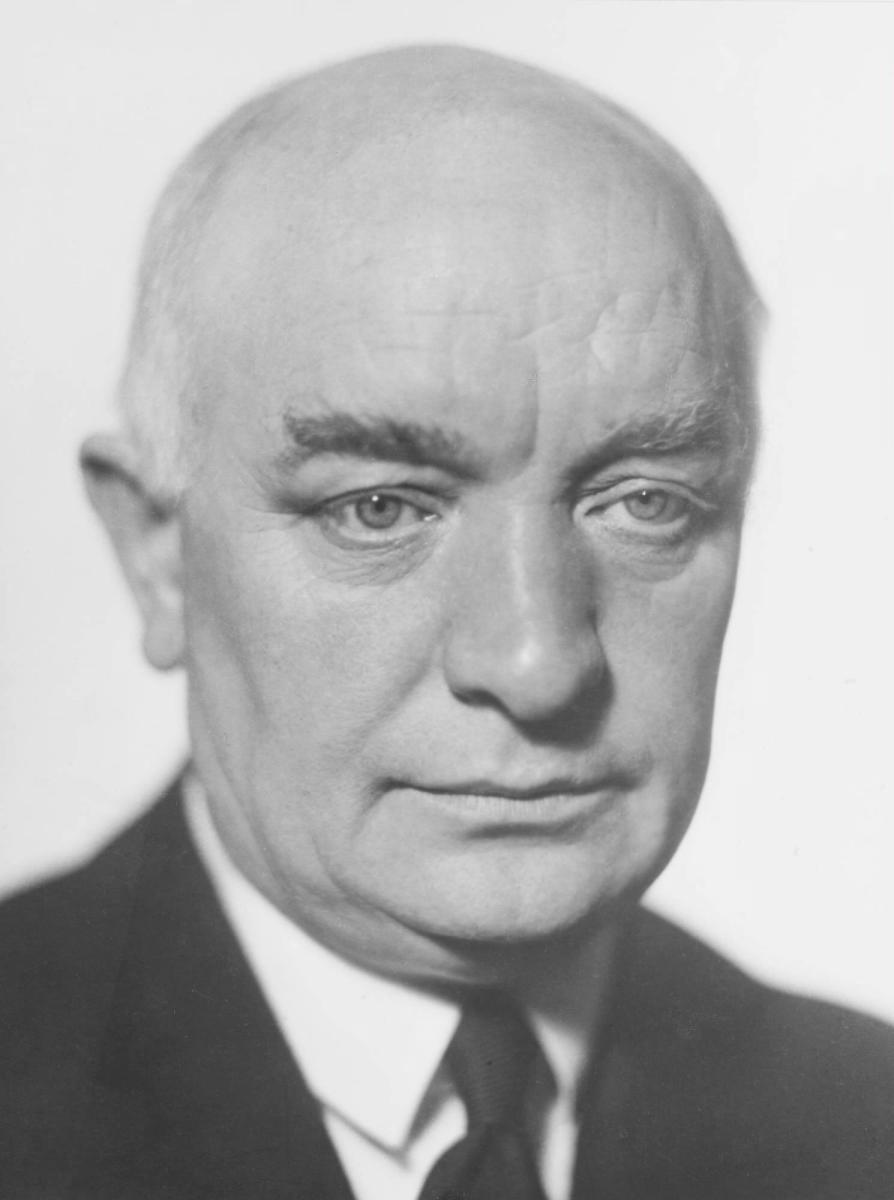
Per Albin Hansson (1937)

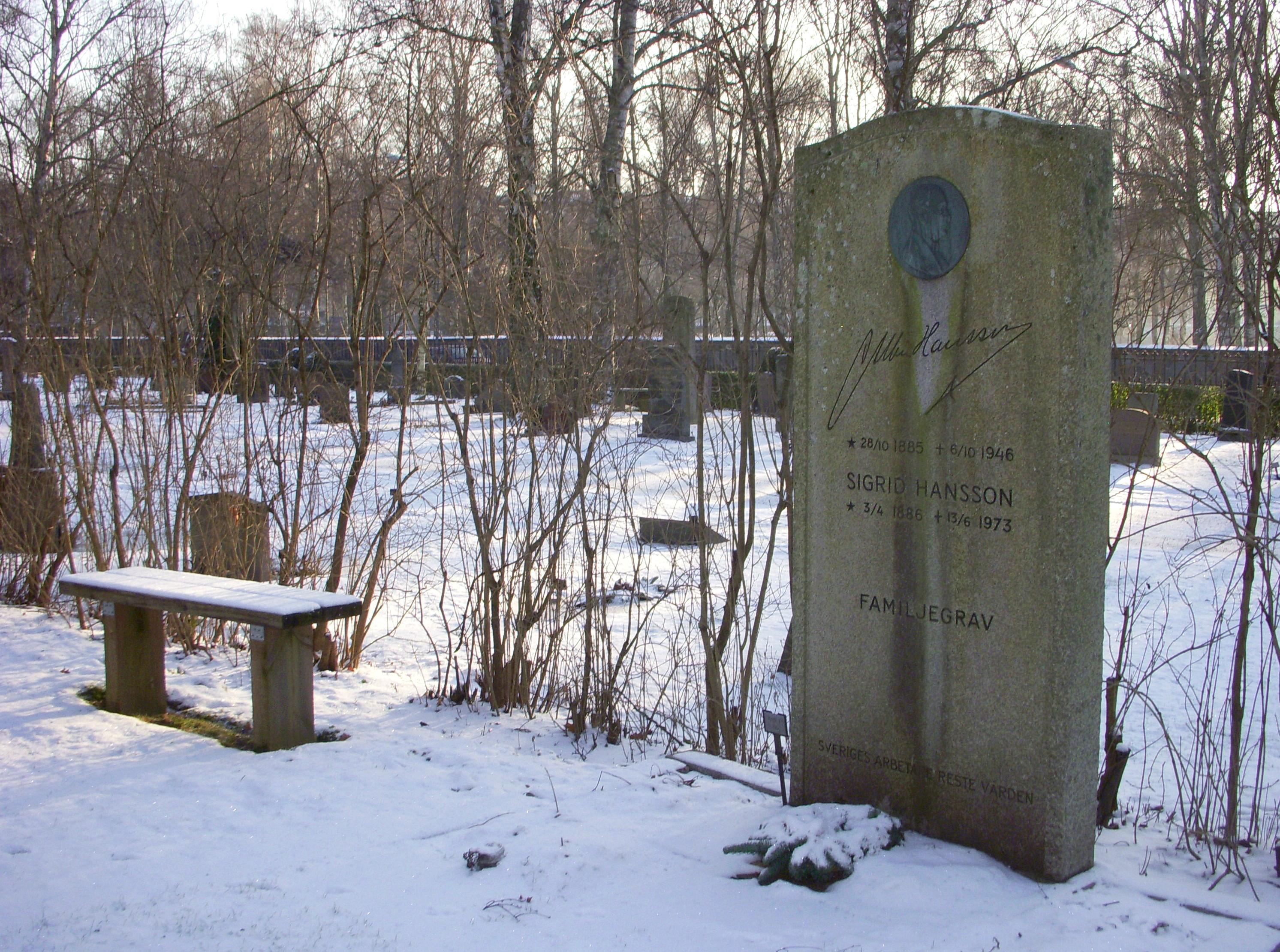
Grab von Per Albin Hansson in Solna (2009)

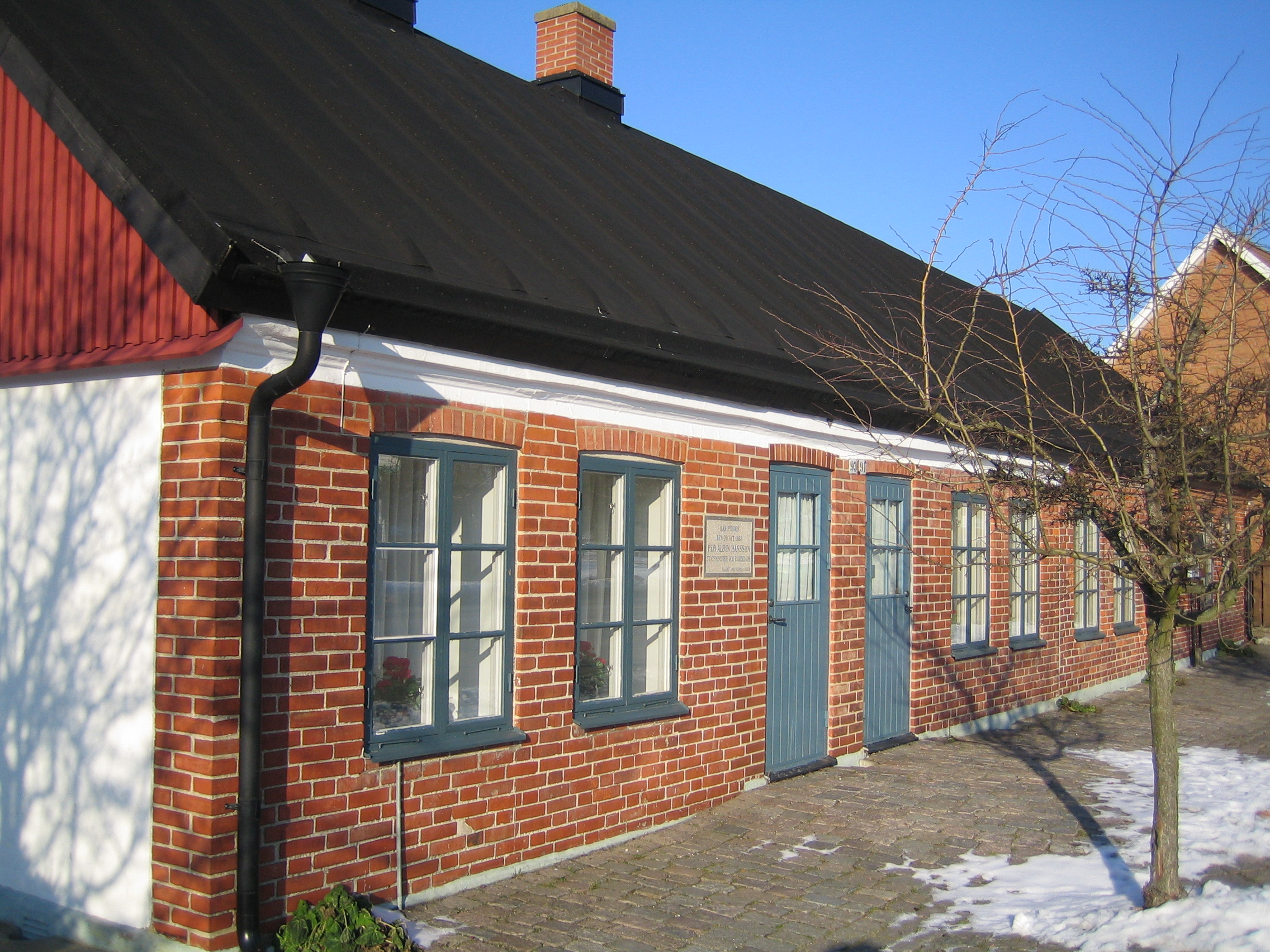
Geburtshaus von Per Albin Hansson (heute Museum) in Malmö-Kulladal (2006)

Per Albin Hansson [ˌpæːʁ ˌalːbin ˈhɑːnsɔn] (* 28. Oktober 1885 in Malmö-Fosie; † 6. Oktober 1946 in Stockholm) war ein schwedischer Politiker, dessen Vision eines „Volksheims“ Schweden nachhaltig geprägt hat. Der Sozialdemokrat war vom 24. September 1932 bis zum 19. Juni 1936 sowie erneut vom 28. September 1936 bis zu seinem Tode 1946 schwedischer Ministerpräsident.

## Leben und Politik
Per Albin Hansson kam aus einer Arbeiterfamilie und wuchs in Malmö auf. Nach dem Abschluss der vierjährigen Volksschule begann Hansson mit 12 Jahren zu arbeiten. 1903 gründete er zusammen mit seinem Bruder Sigfrid Hansson den sozialdemokratischen Jugendverband, dessen Vorsitzender er wurde. 1910 übersiedelte Hansson nach Stockholm und wurde Mitarbeiter der Zeitung Social-Demokraten. 1918 wurde er in den Reichstag gewählt. Zwischen 1920 und 1926 hatte er mehrfach, in verschiedenen Regierungen, den Verteidigungsministerposten inne. Nach dem Tode Hjalmar Brantings 1925 wurde er Parteivorsitzender der Sozialdemokratischen Partei Schwedens. 1928 hielt er vor der zweiten Kammer des Reichstages seine berühmt gewordene „Volksheim“-Rede, in der er diesen Begriff  benutzte, um die Ziele sozialdemokratischer Politik zu beschreiben. Hansson setzte dabei gegenüber der zuvor vertretenen marxistischen Politik der SAP auf Klassenversöhnung, scharfen Antikommunismus (auch innerparteilich und innergewerkschaftlich) und einen sozial gefärbten Patriotismus. Der soziale und politische Schock der Schüsse von Ådalen (1931) stärkte dabei seine Position. Nach den Wahlen 1932 wurde Per Albin Hansson mit der Regierungsbildung beauftragt und fand wenig später in der Bauernpartei einen stabilen Partner.
Per Albin Hanssons Regierungszeit war von Krisen geprägt. Die Auswirkungen der  Weltwirtschaftskrise, die 1930 auch Schweden erfasste, bekämpfte die Regierung mit einer neuen Arbeitsmarkts- und Agrarpolitik. Das umfassende sozialpolitische Reformpaket, das nach 1936 den Traum vom Folkhemmet (Volksheim) verwirklichen sollte, fiel dem Zweiten Weltkrieg zum Opfer. Hanssons Streben nach Zusammenarbeit über alle Klassengrenzen hinweg gilt als Basis für das schwedische Modell. Durch eine nachgiebige Neutralitätspolitik gelang es ihm, Schweden aus dem Krieg herauszuhalten. In die Regierungszeit Hanssons fiel auch die als Baltenauslieferung bezeichnete Auslieferung internierter Wehrmachtsangehöriger an die Sowjetunion im November 1945.
Nach dem Krieg trat die Koalitionsregierung zurück und Hansson bildete eine sozialdemokratische Alleinregierung. Hansson erlag im Oktober 1946 einem Herzinfarkt und wurde auf dem Norra begravningsplatsen bestattet. Sein Nachfolger als Ministerpräsident wurde Tage Erlander.

## Ehrungen in Wien
Im 10. Bezirk der österreichischen Hauptstadt Wien bestehen drei nach Hansson benannte Siedlungen; die 1951 erfolgte Namensgebung der Per-Albin-Hansson-Siedlungen West, Nord und Ost soll daran erinnern, dass Hansson 1945 entscheidenden Anteil an der Einleitung von Hilfsaktionen für die nach dem Zweiten Weltkrieg hungernde Wiener Bevölkerung hatte. Auf dem Stockholmer Platz, von dem die Per-Albin-Hansson-Straße ausgeht, steht eine Büste Hanssons von Emil Näsvall.